# Leskea filivaga
Leskea filivaga là một loài Rêu trong họ Leskeaceae. Loài này được (Müll. Hal.) Broth. mô tả khoa học đầu tiên năm 1907.